# Andrzej Owczarek (malarz)
Andrzej Jerzy Jan Owczarek  (ur. 9 lutego 1944 w Piotrkowie Trybunalskim) – polski malarz, reżyser i scenograf, architekt wnętrz, komisarz artystyczny międzynarodowych plenerów malarskich.

## Życiorys
W latach 1967–1972 dziennikarz w gazetach wrocławskich, inicjator utworzenia Teatru Lalki w Lubinie (1977), 1977–1980 dyrektor Domu Kultury „Żuraw” w Lubinie, od 1983 juror na konkursach malarskich i graficznych oraz pomysłodawca i organizator biennale w technikach wklęsłodrukowych „Cuprum”, 1983–1985 kierownik Galerii Zamkowej w Lubinie, 1983–1987 wiceprzewodniczący SPAMiG woj. legnickiego, od 1983 komisarz artystyczny, pomysłodawca i organizator Triennale Sztuki „Where are you” (1991), 1998–2000 wykładowca w Studium Sztuk Plastycznych w Głogowie, założyciel Międzynarodowych Plenerów Malarskich „Gardens” oraz organizator i komisarz Międzynarodowego Biennale Grafiki „Jednego Serca Tak Mało” (1999).

## Twórczość
Studia w Państwowej Wyższej Szkole Sztuk Plastycznych we Wrocławiu. Dyplom na Wydziale Ceramiki i Szkła w pracowni prof. Eugeniusza Gepperta (1968).
Członek Związku Polskich Artystów Plastyków i Członek Narodowego Związku Artystów
w Londynie (Member of National Artists Association).
Andrzej Owczarek tworzył w duchu nowej figuracji polskiej, a także kompozycje abstrakcyjne o symbolicznej wymowie. Uprawia także malarstwo plenerowe: pejzaże, kwiaty i portrety.
W 1984 roku powstała Mirabell Oliva, spółka, którą stworzyli wraz z Ewą Śliwą. Wspólnie reprezentowali Polskę na wystawie współczesnego malarstwa i rzeźby w Utrechcie oraz w Klubie Polskim w High Wycombe.

## Wybrane wystawy krajowe

### Wystawy indywidualne
- 1972 – BWA, Legnica
- 1976 – BWA, Zielona Góra
- 1978 – BWA, Legnica
- 1984 – BWA, Wrocław
- 1985 – BWA, Zielona Góra
  - BWA, Wrocław
- 1986 – Galeria Zamkowa, Lubin
- 1987 – KMPiK, Lubin
- 1990 – BWA, Głogów
  - Klub PAX, Legnica
- 1991 – BWA, Legnica
  - Galeria SKG, Warszawa
- 1994 – Galeria „Art”, Zielona Góra
- 2000 – Galeria „Wzgórze Zamkowe”, Lubin
- 2001 – Pałac Lubomirskich, Warszawa
  - Galeria Sztuki PZU, Warszawa
- 2003 – Galeria „Nad Wierzbami”, Jackowo Dolne/ Warszawa
- 2009 – Galeria Wzgórze Zamkowe, Lubin

### Wystawy zbiorowe
- 1968–1975 – Okręg wrocławski BWA, Wrocław
- 1970–1974 – Ex libris Muzeum etnograficzne, Wrocław
- 1970–1989 – Przeglądy Plastyki Zagłębia Miedziowego BWA, Legnica
- 1972 – „Rysunki inspirowane tematyką teatralną”, Wrocław
- 1973, 1975, 1977 – O Lampkę Górniczą „Victoria” BWA, Wałbrzych
- 1976 – „Jesienne Konfrontacje”, Rzeszów
- 1980–1985 – Przeglądy Plastyki Lubińskiej Galeria Zamkowa, Lubin
- 1981–1992 – „Głogów” Muzeum w Głogowie
- 1982, 1987 – „Osetnica” Galeria Zamkowa, Lubin
- 1983 – Biennale Ex librisu, Malbork
- 1984 – „Ziemia Kujawska” BWA, Włocławek
- 1985 – „Wiosna Trybunalska” BWA, Piotrków Trybunalski
  - „Libido” Galeria Zamkowa, Lubin
- 1987–1991 – „Galeria nad Studnią”, „Miro” Głogów
- 1987–1990 – „Triennale Portretu Współczesnego” Radom, Kraków
- 1987 – „Spała 87” Kraków, Łódź, Warszawa, Piotrków Trybunalski
- 1991 – I Biennale Sztuki „ARS’91” Koszalin
  - Pałac Lubomirskich, Warszawa
- 1992 – MOK, Głogów, „Artyści z Głogowa” Muzeum w Głogowie
- 1994 – Klub Śląskiego Okręgu Wojskowego, Wrocław, Międzyrzecz
- 1995 – „Arte et Marte” Opera Wrocław
  - „Sztuka na granicy” Klub Oficerski Kostrzyn/O
  - „Przegląd Plastyki Zagłębia Miedziowego” GSW Legnica
  - DKZM, Lubin
  - Muzeum, Głogów
- 1996 – „Artyści głogowscy” Muzeum w Głogowie
  - „Sztuka na granicy” Kostrzyn/O
- 1997 – „Legnickie Pole” Akademia Rycerska, Legnica
  - „Sztuka na granicy” Kostrzyn/O
- 1998 – „Mazurek Dąbrowskiego” Arsenał, Wrocław
  - „Głogów’98” Salon Opla, Serby
  - „Fortyfikacje Kostrzyńskie”, Kostrzyn/O
- 1999 – Plastyka Zagłębia Miedziowego, Legnica, Lubin, Głogów
  - „Gardens I” Salon Opla, Głogów
- 2000 – „Gardens II” MOK, Głogów
  - „Wolsztyn I”, Rudno
  - „Puszcza 2000”, Izabelin
- 2001 – „Ziemia Mielecka – Przecławski Maj” Mielec
  - „Era Wodnika” Muzeum Techniki Sielpia,
  - „Bezludna Wyspa” Ełk
  - „Rezydencje Prezydenta RP” Pałac Prezydencki Warszawa
  - „Wolsztyn II” Wieleń
- 2002 – „Cerkwie Prawosławne” Studium Ikonograficzne Bielsk Podlaski
  - „Róża Wiatrów” Darłówko
  - „Zielone niebo” Łagów Lubuski
  - „Gardens III” POD Hutnik w Kulowie,
  - „Wolsztyn III” Kuźnica Zbąska
- 2003 – „Belwederskie Reguły I i II” Dziedziniec Zamku Królewskiego w Warszawie,
  - „Wolsztyn IV” Rudno
  - „Na styku kultur” Tykocin

## Wybrane wystawy zagraniczne

### Wystawy indywidualne
- 1981 – THAMES EYES Twickenham London
- 1984 – Volksbank Minden, RFN
- 1985 – Bad Zwishenant Espelkampf, RFN
- 1992 – Kultur i Laholm, Szwecja
- 1995 – Galeria „Paul Edder”, Bad Langensalza, Niemcy
- 1998 – Messa Laholms,
  - Dom Kultury Parafialnej Laholm, Szwecja

### Wystawy zbiorowe
- 1985, 1986 – „Współczesna Sztuka Polska” Utrecht, Holandia
- 1988 – „Plastyka głogowska” Teatr w Eisenhuttenstadt, Niemcy
- 1991 – „Brucke zum Osten”, Galeria B Fraknfurt/O, Berlin, Hannover, Niemcy
- 1992 – „Kunst entlag der Oder”, Friedensdorf-Speicher, Niemcy
  - „Brucke zum Osten – fur ein Haus in Europa”,
  - „Padels-Muhle” Eisenhuttenstadt, Niemcy
  - Kapel Galerie van Saint-Maria Antwerpia, Belgia
  - Friedensgalerie, Paris, Francja
  - Burgerhaus Erkart Ulm, Messegaleric Hannover Universitatsgalerie Koln,
  - Handwerksmesse “Euro-work” Galerie,
  - Eisenhuttenstadt Firmengalerie Berlin, Niemcy
- 1993 – „Djesany” Galerie Berlin,
  - „Kultur Ministerstwo” Potsdam
  - Standige Ausstellung „Euro-work”
  - Galerie Eisenhuttenstadt
  - „Casra” Galerie Berlin, Niemcy
- 1994 – Laholm, Szwecja
  - Lenzen, Niemcy
- 1995 – „Dzwony’95” Organnyj Zal Lwów, Ukraina
  - „Złote Wrota” Kijów, Ukraina
  - „Pleinairausstellung Bucke” in Kassel, Düsseldorf, Berlin, Niemcy
- 1996 – Pleinairausstellung in Bad Freienwalde,
  - Galeria „Djesany” Berlin, Niemcy
  - Malarstwo i Rzeźba, Aukcja Noworoczna Middelburg, Holandia
- 1998 – „Frankfurter Brucke” Frankfurt/O, Niemcy
- 1999–2000] – „Panoderama” Frankfurt/O, Niemcy
- 2002 – „Haendel” Halle, Niemcy
  - „Trinecke Dny Umeni” Trziniec, Czechy
- 2003 – „Contrastes de la Lumiere” Ota, Korsyka, Francja
- 2005 – „Na Styku Kultur” Kutching, Borneo (Sarawag)
- 2006 – „Na Styku Kultur” Shah Alam, Malezja

## Nagrody i wyróżnienia
- 1973 – Dyplom za zdobycie Brązowej Lampki Górniczej w V Turnieju Plastyki w kat. Malarstwa, wydział kultury UMiP, GDK KOP. „VICTORIA”, red. „Trybuny Wałbrzyskiej”, Wałbrzych 16.12. 1973
- 1975 – Złota Lampka Górnicza, Wałbrzych
- 1976 – Wyróżnienie za malarstwo, Wałbrzych
- 1978 – Nagroda za grafikę, Legnica
- 1985 – Nagroda Miejskiego Ośrodka Kultury (poplenerowa), Wieleń
- 1986 – Nagroda Prezydenta Głogowa (poplenerowa), Sława
- 1987 – Nagroda Huty Miedzi w Głogowie (poplenerowa), Lgiń
- 1988 – Nagroda Tow. Miłośników Głogowa (poplenerowa), Lubiatów
- 1989 – Nagroda Dyr. Wydziału Kultury i Sztuki UW w Legnicy (plener – Lubiatów)
- 1989 – Nagroda Prezydenta Miasta Głogowa (Jacek Zieliński) za obraz pt. „Rozmowa VII”, Ogólnopolski Plener Malarski Głogów ’88, Głogów
- 1990 – Nagroda za obraz (poplenerowa), Głogów
- 1995 – Wyróż. honorowe jury Przeglądu Plastyki Zagł. Miedziowego, Legnica
- 1998 – Wyróżnienie za obraz związany z Mazurkiem Dąbrowskiego, Wrocław
- Odznaka „Zasłużony Działacz Kultury”
- Odznaka „Zasłużony dla Miasta Lubina i Ziemi Lubińskiej”
- Odznaka „Zasłużony dla Woj. Legnickiego”
- Złoty Krzyż Zasługi
- Za wybitne osiągnięcia twórcze na X JUBILEUSZOWYM PLENERZE „Człowiek chroni i kształtuje”, od dyrektora Huty Miedzi „Głogów”

## Kolekcje
- Prace w zbiorach krajowych i zagranicznych, m.in.:

Galerie „De Ossekop” Utrecht, „Kultur Laholm” Szwecja, „Centrum Sztuki” Stara Zagora Bułgaria, „Padels Muhle”, Eissenhuttenstadt, Niemcy, BWA Piotrków Trybunalski, Muzeum Narodowe w Kuala Lumpur, BWA Legnica, BWA Wałbrzych, BWA Włocławek, SOW Wrocław, Muzeum Głogów.
- Kolekcje prywatne w Wielkiej Brytanii, Kanadzie, Niemczech, Szwecji i w Polsce.

## Literatura
- Who is Who w Polsce, Encyklopedia biograficzna z życiorysami znanych Polek i Polaków, Hubners blaues Who is Who, wyd. 2003
- Stanisław Srokowski, Sukces Owczarka i Śliwy we Wrocławiu, „Polska Miedź ‘86”
- Stanisław Srokowski, TK, Cień Nad Miastem, Warszawa, 12. 10 1986 nr 41
- Zygmunt Szczeciński, Słowo Polskie, 16-17 II 1991 Głogów Mekką malarzy
- Lymington Times, January 12th, 1991, East End residents’ Polish visits
- Andrzej Wrzos, Owczarek i inni, „Nowa Miedź” 1983
- Bożena Kończal, Głogów '86, „Polska Miedź” 1986
- Stanisław Pasternak, Surowy świat Andrzeja Owczarka, „Konkrety” 1972
- Stanisław Pasternak, Emigranci, „Wiadomości” 1972
- Stanisław Srokowski, Szukanie metafory, „Polska Miedź” 1986
- Wanda Dybalska, Galeria z legendą, „Polska Miedź” 1984
- Zbigniew Janiszewski, Znaki z wyobraźni, „Nowa Miedź” 1977
- Ewa Han, Archeotypy, „Słowo Polskie” 1984
- Bogusława Machowska, Osetnica '88, „Polska Miedź” 1988
- L.T. Brązowa lampka, „Trybuna Wałbrzyska” 1973
- Czesław Pańczuk, Malarze chcą się sprzedać, „Konkrety” 1980
- Anna Głuchowska, Różne temperamenty, różne wizje, „Konkrety” 1983